# Космос-844
Космос-844 (Янтарь-2К № 5) — советский разведывательный спутник, нёсший на борту аппаратуру для оптической фотосъёмки. Был запущен 22 июля 1976 года с космодрома «Плесецк». Спутник был само-уничтожен на орбите.

## Запуск
Запуск «Космос-844» состоялся в 15:40 по Гринвичу 22 июля 1976 года. Для вывода спутника на орбиту использовалась ракета-носитель «Союз-У». Старт был осуществлён с площадки 43/3 космодрома «Плесецк». После успешного вывода на орбиту спутник получил обозначение «Космос-844», международное обозначение 1976-072A и номер по каталогу спутников 09046.
«Космос-844» должен был эксплуатироваться на низкой околоземной орбите. По состоянию на 22 июля 1976 года он имел перигей 181 километров, апогей 385 километров и наклон 67° с периодом обращения 89,8 минуты.

## Инцидент
25 июля 1976 года в результате нештатной ситуации на спутнике вышла из строя тормозная двигательная установка. Из-за невозможности штатного спуска на Землю возвращаемых отсеков в 17:18 по Гринвичу космический аппарат был взорван на орбите. В результате взрыва в космосе образовалось облако осколков. Всего было каталогизировано 248 фрагментов, часть из которых впоследствии упала на Землю.

## Космический аппарат
Спутник «Космос-844» соответствовал серии «Янтарь-2К» разработанной в ОКБ-1 С. П. Королёва (РКК «Энергия»). Данные спутники использовались для оптической разведки и несли на борту фотоаппаратуру «Жемчуг-4» и бортовую ЭВМ «Салют-3М». Отсек с аппаратурой возвращался после миссии на Землю, а для оперативной доставки на поверхность отснятых фотоматериалов космический аппарат имел два дополнительных возвращаемых отсека. Масса аппарата составляла примерно 6600 кг.